# Patriark (Bibeln)

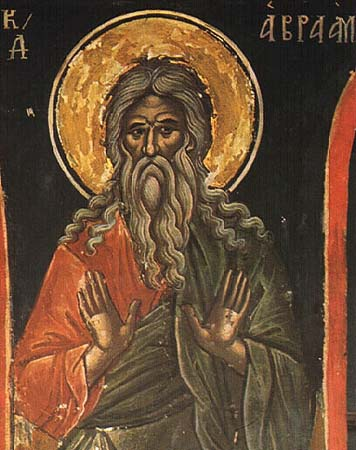
Patriarken Abraham.

Patriark (grekiska πατριάρχης patriarches, "ärkefader", "stamfader"). Gamla Testamentet omnämner (i till exempel Andra Moseboken 13:5, Fjärde Moseboken 11:12) tre personer som stamfäder för Israels folk: Abraham, Isak och Jakob, vilka ofta benämns patriarkerna. I Nya Testamentet benämns David (Apostlagärningarna 2:29) och Jakobs söner (Apostlagärningarna 7:8 ff.) med detta namn. Jfr också Romarbrevet 15:8.
Isak var son till stamfadern Abraham och Sara. Ismael var hans halvbror.
Jakob var son till Isak och Rebecka.